# Vuelta a Castilla y León 2013
La Vuelta a Castilla y León 2013 fue la 28ª edición de esta carrera ciclista que transcurre por Castilla y León. Se disputó entre el 12 y el 14 de abril de 2013, sobre un total de 542 km, repartidos en tres etapas.
Perteneció al UCI Europe Tour 2012-2013, dentro de la categoría 2.1.
Tomaron parte en la carrera 16 equipos. Los 2 equipos españoles de categoría UCI ProTeam (Movistar Team y Euskaltel Euskadi); el único de categoría Profesional Continental (Caja Rural-Seguros RGA); y los 2 de categoría Continental (Burgos BH-Castilla y León y Euskadi). En cuanto a representación extranjera, estarán 11 equipos: los Profesionales Continentales del Colombia, Sojasun y Team Novo Nordisk y RusVelo; y los equipos Continentales del Efapel-Glassdrive, Cyclingteam De Rijke-Shanks, 5 Hour Energy, Lokosphinx, 472-Colombia, Optum presented by Kelly Benefit Strategies y SP Tableware. Formando así un pelotón de 126 ciclistas, con 8 corredores cada equipo (excepto el Novo Nordisk que salió con 6) de los que acabaron 109.
El ganador final fue Rubén Plaza tras hacerse con la etapa reina consiguiendo una ventaja suficiente como para alzarse con la victoria. Le acompañaron en el podio Francisco Mancebo (segundo en dicha etapa reina) y Francesco Lasca (quien se hizo con la clasificación de la regularidad), respectivamente.
En las otras clasificaciones secundarias se impusieron Lluís Mas (montaña), Robinson Chalapud (combinada), Movistar (equipos) y Francisco Mancebo (castellano leonés).

## Etapas
| Etapa | Fecha       | Recorrido                             | km    | Ganador          | Líder           |
| ----- | ----------- | ------------------------------------- | ----- | ---------------- | --------------- |
| 1ª    | 12 de abril | Arévalo-Valladolid                    | 194,8 | Pablo Urtasun    | Pablo Urtasun   |
| 2ª    | 13 de abril | Urueña-Palencia                       | 164,1 | Juan José Lobato | Francesco Lasca |
| 3ª    | 14 de abril | Aguilar de Campoo-Cervera de Pisuerga | 183,1 | Rubén Plaza      | Rubén Plaza     |

## Clasificaciones finales

### Clasificación general
| Posición | Ciclista           | Equipo                 | Tiempo           |
| -------- | ------------------ | ---------------------- | ---------------- |
|          | Rubén Plaza        | Movistar               | 12 h 35 min 03 s |
| 2        | Francisco Mancebo  | 5 Hour Energy          | a 6 s            |
| 3        | Francesco Lasca    | Caja Rural-Seguros RGA | a 9 s            |
| 4        | Pablo Urtasun      | Euskaltel Euskadi      | a 11 s           |
| 5        | Carlos Barbero     | Euskadi                | a 13 s           |
| 6        | José Joaquín Rojas | Movistar               | a 21 s           |
| 7        | Evgeny Shalunov    | Lokosphinx             | m.t.             |
| 8        | Fabrice Jeandesboz | Sojasun                | m.t.             |
| 9        | Amets Txurruka     | Caja Rural-Seguros RGA | m.t.             |
| 10       | Sergey Firsanov    | RusVelo                | m.t.             |

### Clasificación de la montaña
| Posición | Ciclista      | Equipo                    | Puntos |
| -------- | ------------- | ------------------------- | ------ |
|          | Lluís Mas     | Burgos BH-Castilla y León | 14     |
| 2        | Eloy Teruel   | Movistar                  | 10     |
| 3        | Brice Feillu  | Sojasun                   | 7      |
| 4        | César Fonte   | Efapel-Glassdrive         | 6      |
| 5        | Mikel Iturria | Euskadi                   | 6      |

### Clasificación de la regularidad
| Posición | Ciclista           | Equipo                 | Puntos |
| -------- | ------------------ | ---------------------- | ------ |
|          | Francesco Lasca    | Caja Rural-Seguros RGA | 43     |
| 2        | José Joaquín Rojas | Movistar               | 42     |
| 3        | Carlos Barbero     | Euskadi                | 38     |
| 4        | Pablo Urtasun      | Euskaltel Euskadi      | 37     |
| 5        | Juan José Lobato   | Euskaltel Euskadi      | 35     |

### Clasificación de la combinada
| Posición | Ciclista          | Equipo                    | Puntos |
| -------- | ----------------- | ------------------------- | ------ |
|          | Robinson Chalapud | Colombia                  | 40     |
| 2        | Enrique Sanz      | Movistar                  | 65     |
| 3        | Lluís Mas         | Burgos BH-Castilla y León | 73     |
| 4        | Francesco Lasca   | Caja Rural-Seguros RGA    | 4      |
| 5        | Rubén Plaza       | Movistar                  | 8      |

### Clasificación por equipos
| Posición | Equipo       | Tiempo           |
| -------- | ------------ | ---------------- |
|          | Movistar     | 37 h 46 min 17 s |
| 2        | Sojasun      | a 11 s           |
| 3        | 472-Colombia | a 15 s           |
| 4        | Colombia     | a 20 s           |
| 5        | Lokosphinx   | a 45 s           |

### Clasificación castellano leonés
| Posición | Ciclista          | Equipo                    |
| -------- | ----------------- | ------------------------- |
| 1        | Francisco Mancebo | 5 Hour Energy             |
| 2        | Carlos Barbero    | Euskadi                   |
| 3        | Moisés Dueñas     | Burgos BH-Castilla y León |